# Reginald Blomfield

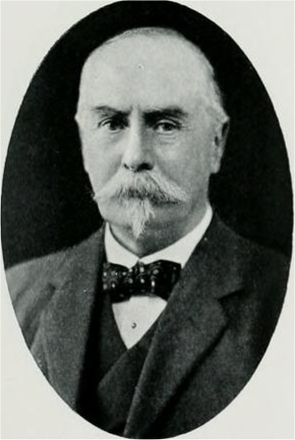
Reginald Blomfield in 1921

Reginald Theodore Blomfield (20 december 1856 – 27 december 1942) was een Engelse architect, tuinontwerper en auteur.

## Biografie

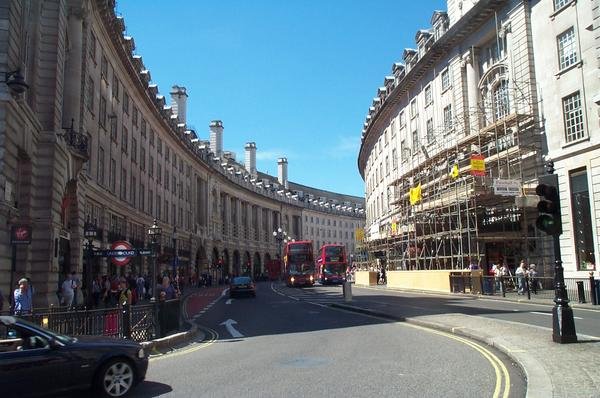
Regent Street

Reginald Blomfield was de zoon van een predikant. Zijn moeder was een dochter van Charles Blomfield, een vroeger bisschop van Londen. Blomfield groeide op in Kent. Hij ging naar school in Haileybury in Hertfordshire en daarna naar Exeter College in Oxord. Hij volgde er onder meer lessen van John Ruskin. Na Oxford reisde hij een jaar door het Europees vasteland als lesgever, waarna hij terugkeerde naar Londen waar hij in de leer ging bij zijn oom, architect Arthur Blomfield. Hij ging ook architectuur volgen aan de Royal Academy of Arts.
Begin 1884 beëindigde hij zijn opleiding en verliet de praktijk van zijn oom. Hij trok nog viertal maanden door Frankrijk en Spanje en vestigde zich dan in Londen, waar hij een eigen praktijk begon. Hij raakte er mede betrokken bij de oprichting van de Art Workers Guild. Hij ontwierp de volgende jaren verschillende huizen in Engeland. Zijn praktijk kende haar hoogtijdagen in de periode van 1885 tot 1914, waarin talrijke landhuizen gebouwd, gerenoveerd en uitgebreid werden. Zo was hij betrokken bij de verbouwing van Chequers in de periode 1902-1912. Hij was ook betrokken in de bouw van verschillende universitaire en commerciële gebouwen, zoals de Lady Margaret Hall in Oxford en de United Universities Club in Londen. Hij speelde een belangrijke rol in de voltooiing van de Quadrant in Regent Street, toen Richard Norman Shaw zich terugtrok uit het project.
De Eerste Wereldoorlog maakte een einde aan deze periode. Na de oorlog werkte hij verder en ontwierp hij tientallen militaire begraafplaatsen en monumenten van de Imperial War Graves Commission, zoals de Menenpoort in Ieper. Hij ontwierp ook het Cross of Sacrifice, dat op honderden begraafplaatsen wereldwijd staat.
Blomfield werd in zijn land geridderd en mag met sir benoemd worden.

## Publicaties
Blomfield bracht ook verschillende boeken uit over architectuur, waaronder:
- "Formal gardens in England", 1892
- "A history of Renaissance architecture in England, 1500-1800", 1897
- "Studies in Architecture", 1905
- "The Mistress Art", 1908
- "A history of French architecture", gepubliceerd in twee volumes, namelijk "1494-1661" in 1911 en "1661-1774" in 1921
- "Architectural Drawing and Draughtsmen", 1912
- "The Touchstone of Architecture", 1925
- "Six Architects", 1926
- "Memoirs of an Architect", 1932
- "Modernismus", 1934
- "Richard Norman Shaw", 1940

## Werk

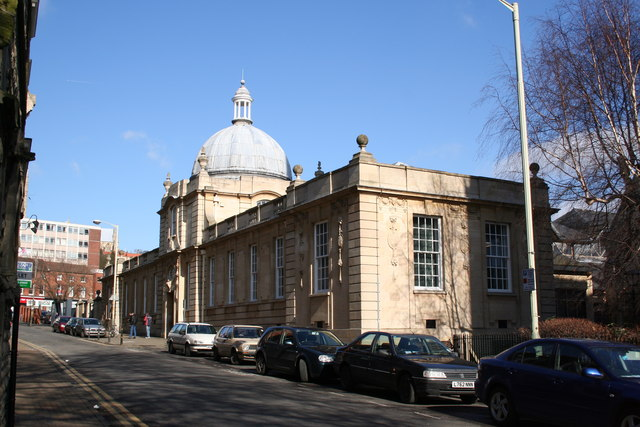
Bibliotheek in Lincoln

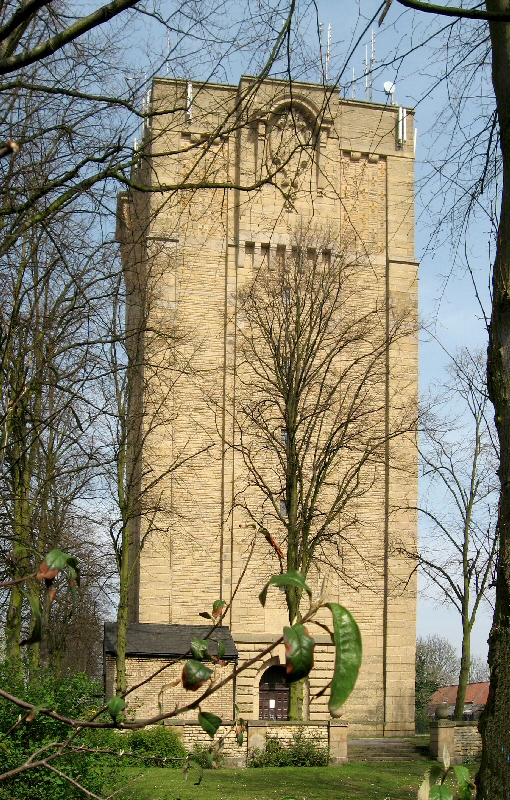
Westgate Water Tower

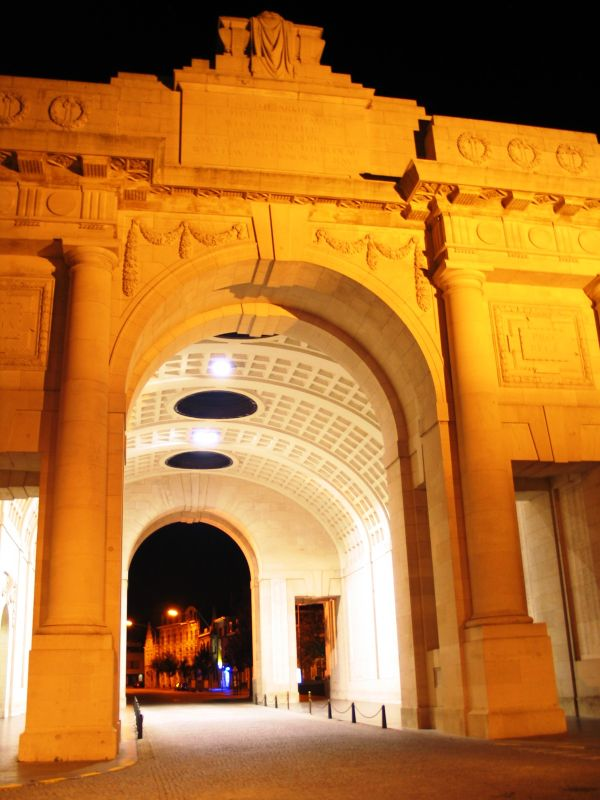
Menenpoort

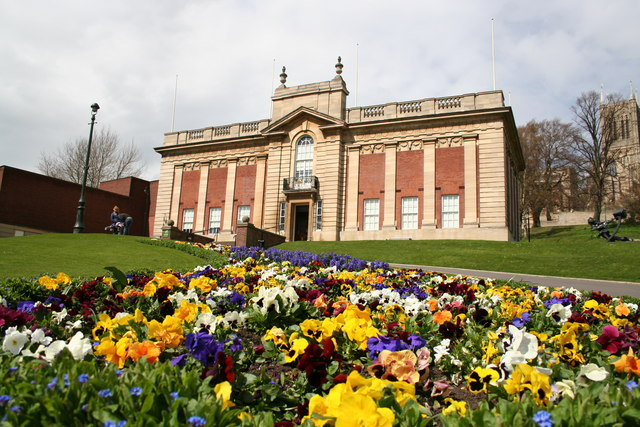
Usher Art Gallery

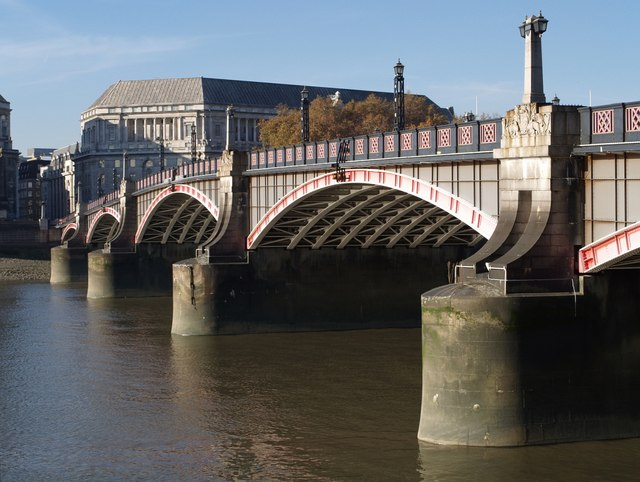
Lambeth Bridge

- Haileybury College, Hertfordshire: bouw van de Bradby Memorial Hall in 1886 en de Music School, Sports Pavilion in 1923
- Broxbourne, Hertfordshire: bouw van vijf huizen op het landgoed St Catherine's estate in 1887
- 20 Buckingham Gate, Westminster, Middlesex: herenhuis in Queen Anne-stijl in 1887
- Rye, Sussex: nieuw vicariaat in 1887
- Swinford Old Manor, bij Ashford, Kent: restoratie in 1887
- Blacknoll, Dorset: nieuw huis, 1889
- Hertford, Hertfordshire: nieuwe overdekte markt, openbare bibliotheek en kunstschool in 1889 (met W.H. Wilds)
- Brooklands, Weybridge, Surrey: aanpassingen en renovatie voor Arthur Brook in 1889
- Rye, Sussex: bouw van huizen in Gun Garden en Watchbell Street in 1890 en 1910
- Aslockton, Nottinghamshire: nieuwe kerk in 1890–92
- Bern (Zwitserland): heropbouw van de St. Antonien Kapelle in 1891, in laat-gotische stijl
- Carshalton, Surrey: uitbreiding van de All Saints church in 1891-1914 (met A.W. Blomfield)
- Southwater, Horsham, Sussex: nieuw huis en tuinen in 1891
- Chequers Court, Buckinghamshire: restauratie, aanpassingen en tuinen voor Bertram Astley in 1892–1901 en Arthur Lee, in 1909–12
- Frogmore Hall, Hertfordshire: aanpassingen in 1892
- Frognal, Hampstead, Middlesex: nieuwe huizen op Frognal 49-51 voor zichzelf en T.J. Cobden Sanderson in 1892
- Swiftsden, Etchingham, Sussex: nieuwe huizen in 1892
- Borrowstone Lodge, Kincardine O'Neil, Aberdeenshire: nieuw huis in 1893
- Queen Anne's School, Caversham, Oxfordshire: kapel in 1893
- St. George, Hanover Square, London: omstreeks 1894
- Warley Lodge, Essex: nieuwe tuinen in 1894
- Mystole House, Chartham, Kent: aanpassingen en uitbreidingen in 1895
- Godinton Park, Kent: aanpassingen in 1895 en 1924 nieuwe tuinen rond 1902
- Greycoat Place, London: warenhuis voor de Army and Navy Stores in 1895
- Limpsfield Chart, Surrey: St. Andrew's Church in 1895
- Point Hill, Playden, Sussex: uitbreiding van een huisje voor zichzelf in 1895-1912
- Cowley House, Middlesex: uitbreiding en verbouwing in 1896
- Heathfield Park, Sussex: uitbreiding en verbouwing voor W.C. Alexander in 1896–1910
- Lady Margaret Hall, Oxford: schoolgebouwen in 1896–1915
- St Edmund's School, Canterbury, Kent: directiewoning in 1897
- Hillside School, Godalming, Surrey: schoolgebouwen en huis in 1897
- Wittington, Medmenham, Buckinghamshire: huis en tuinvoor Hudson Kearley in 1897–1904 en vergroting in 1909
- Mellerstain, Roxburghshire: restauratie en tuinen voor Lord Binning in 1898–1910
- Brocklesby Park, Lincolnshire: heropbouw en nieuwe tuinen voor Earl van Yarborough in 1898–1910
- Caythorpe Court, Lincolnshire: nieuw huis en tuin voor brouwer en bankier Edgar Lubbock in 1899–1903
- Effordleigh House, bij Plymouth, Devonshire: nieuw huis in 1899
- Drakelow Hall, Derbyshire: restauratie en tuinen voor de familie Gresley in 1900–1906
- West Broyle, Chichester, Sussex: nieuw huis in 1901
- Yockley, Frimley, Surrey: nieuw huis en tuin voor Charles Furse in 1901-1902 met een bijkomende vleugel in 1910
- Murraythwaite, Dumfriesshire: nieuw huis in 1901
- Blundell's School, Tiverton: uitbreidingen in 1901
- Heywood Manor, Boldre, Hampshire: nieuw huis en tuin in 1902
- Euston Hall, Suffolk: nieuwe tuinen voor de Hertog van Grafton in 1902
- Hatchlands, Surrey: nieuwe Music Room in 1902–1903
- Sherborne School for Girls, Dorset: nieuwe gebouwen in de periode 1902–1926, in neotudorstijl
- Gogmagog Hall, Cambridgeshire: aanpassingen in 1903
- Ballard's Court, Goudhurst, Kent: nieuw huis in 1903
- Leasam House, Playden, Sussex: aanpassingen en nieuwe tuin in 1903
- Medmenham Manor House, Buckinghamshire: restauratie voor Hudson Kearley in 1903
- Apethorpe Hall, Northamptonshire: aanpassingen, uitbreidingen en nieuwe tuinen voor baron Leonard Brassey in 1904
- Knowlton Court, Kent: aanpassingen en nieuwe tuinen voor Elmer Speed in 1904
- Merchant Taylors' Hall, Londen: aanpassingen in 1904 en 1926
- Saltcote Place, Rye, Sussex: nieuw huis voor Mr Hennessy in 1905
- Kenfield Hall, Kent: uitbreidingen en aanpassingen in 1906–1909
- Oxford & Cambridge Club, Pall Mall: aanpassingen, waaronder een nieuwe trap, in 1906–1912
- United University Club, Suffolk St., Londen: nieuw gebouw in 1906; uitbreidingen in 1924 en 1938
- Wyphurst, Cranleigh, Surrey: uitbreidingen voor C.E.H. Chadwyck-Heale in 1907
- Garnons, Herefordshire: aanpassingen in 1907
- Ickworth, Suffolk: herontwerp van de inkomhal voor de Marquess of Bristol in 1907
- Hill House, Shenley, Hertfordshire: nieuwe tuinen voor S. de la Rue in 1907
- Milner Court, Sturry, Kent: aanpassingen en nieuwe tuinen in 1907
- Moundsmere Manor, Hampshire: nieuw huis en tuin voor Wilfred Buckley in 1908-1809
- Roehampton, Surrey: nieuw archief voor de Bank of England in 1908–1910
- Hill Hall, Essex: aanpassingen en uitbreidingen voor Mrs Charles Hunter in 1909
- Sherborne School, Dorset: Carrington Building in 1909–1910; Great Court in 191319–23; Gymnasium en Music School in 1926
- Manoir de la Trinité, Jersey: herontwerp voor Athelstan Riley in 1909–1912
- Sandhouse, Witley, Surrey: nieuw huis rond 1909-1911
- Nieuwe openbare bibliotheek in Lincoln in 1910–1914
- Westgate Water Tower, Lincoln in 1910
- 20 Upper Grosvenor Street, Londen: aanpassingen en herinrichting in 1910
- Regent Street/Piccadilly, Londen: ontwikkeling van The Quadrant met winkels, in 1910–1926
- Lockleys, Welwyn, Hertfordshire: aanpassingen, uitbreiding en tuinen in 1911
- Whiteley Village, Surrey: nieuw huis in North Avenue in 1911
- The Lordship, Much Hadham, Hertfordshire: uitbreidingen in 1912
- Wretham Hall, Norfolk: nieuw huis en tuin voor Sir Saxton Noble in 1912–1913
- Netherseal Hall, Derbyshire: restauratie in 1914
- Malma, Pyrford, Surrey: nieuw huis in 1915
- Kinnaird House, Pall Mall, London: nieuw gebouw in 1915 (met A.J. Driver)
- Penn House, Buckinghamshire: aanpassingen in 1918
- Brodick Castle, Arran: restauratie en nieuwe tuinen in 1919
- Harefield Place, Middlesex: aanpassingen in 1920 en 1934
- Carlton Club, Pall Mall: uitbreiding in 1920. Dit werd vernield in de Tweede Wereldoorlog.
- Sulgrave Manor, Northamptonshire: aanpassingen en restauratie in 1921
- Halstead Hall, Lincolnshire: restauratie in 1922
- Barkers Department Store, Kensington, Middlesex: nieuw warenhuis in 1924
- The Headrow, Leeds, Yorkshire: inrichting van nieuwe straten met winkels, kantoren in banken in 1924-1937, in samenwerking met andere architecten
- Lambeth Bridge, Londen: nieuwe brug in 1929–1932
- Ieper (België): nieuwe gebouw voor de British School in 1925
- Stowe School, Buckinghamshire: ontwikkelplan in 1926
- Usher Art Gallery, Lincoln, Lincolnshire: nieuw gebouw in 1926–1927
- Chantry Bridge, Rotherham, Yorkshire: herbouw in 1927
- Crockerhill, Sussex: aanpassingen in 1929
- County Hall, Lewes, Sussex: herbouw in 1928–1930
- Middlesex Hospital, Londen: nieuwe gevel in 1930
- 4 Carlton Gardens, Londen: nieuwe kantoren in 1932, als onderdeel voor een volledige herontwikkeling van Carlton House Terrace

Daarnaast ontwierp hij tientallen militaire begraafplaatsen van de Imperial War Graves Commission, net als verschillende oorlogsmonumenten, waaronder:
- Ieper: Menenpoort in 1922
- Belgian War Memorial, Victoria Embankment, Londen in 1917, met de Belgische beeldhouwer Victor Rousseau
- Hertfordshire Regiment Memorial, Hertford in 1921
- Ieper: Saint George's Memorial Church in 1928
- Het Royal Air Force Memorial in Londen in 1923

- Bibliothèque nationale de France: cb119968727 (data)
- Catàleg d'autoritats de noms i títols de Catalunya: 981058522245906706
- Gemeinsame Normdatei: 130165506
- International Standard Name Identifier: 0000 0000 8134 6054
- Library of Congress Control Number: n85078711
- Nationale bibliotheek van Australië: 35019523
- Nationale Bibliotheek van Israël: 987007280710505171
- Nederlandse Thesaurus van Auteursnamen: 068709005
- RKD-Nederlands Instituut voor Kunstgeschiedenis: 9274
- SNAC: w6sz3rg4
- Système universitaire de documentation: 085102237
- Trove: 793841
- Union List of Artist Names: 500028646
- Virtual International Authority File: 55247013
- WorldCat: E39PBJhhmbfTB3xyFBPJ3Jg9Xd